# Adult Film Database
Pour les articles homonymes, voir AFD.
Adult Film Database (également connu sous le sigle AFD) est un site Internet dont le but est de conserver des traces de tous les films pornographiques ainsi que de toutes les stars de films réservés aux adultes dont les filmographies, de courtes biographies, les revues, des photos de plateau classées par catégories ainsi que les blogs de l'industrie régulièrement tenus à jour et qui donnent les informations les plus récentes concernant tout ce qui touche aux films pornographiques : acteurs, films, réalisateurs, studios, sites Internet et diverses nouvelles venant du monde entier.

## Historique
Le site est créé à l'origine (en 1991) par des étudiants d'université sous le nom de Sodomite dans une tentative pour pallier le manque temporaire de l'Internet Adult Film Database (IAFd) en 1999.
Prenant modèle sur l'Internet Adult Film Database et sur l'IMDB, tissant des liens et avec le soutien de l'industrie du film pornographique comme Vivid Entertainment, Hustler et Digital Playground, l'Adult Film Database revendique actuellement une information sur plus de 50 000 films pornographiques et 30 000 acteurs du genre.
Actuellement détenu par une équipe formée d'un mari et de sa femme, le site est le premier à inclure non seulement l'hétérosexualité mais également l'homosexualité. Le site est riche de galeries photographiques et d'articles originaux, le distinguant des autres bases de données.
L'AFD est mentionné dans un article datant du 1er octobre 2007 par l'équivalent en ligne du journal brésilien Folha de São Paulo.